# 李殷鎬 (1961年)
李殷鎬（： Lee Eun-ho、1961年—），韓國政府官員、經濟學專家，具有產業通商資源部、外交部及總統室等部門的服務經歷，2023年起就任駐台北韓國代表部代表，2020年至2023年間則擔任戰略物資管理院院長。李氏具有豐富的東北亞國際貿易、產業、戰略物資管理經驗，並著有數本相關著作。

## 學歷
李殷鎬於1983年畢業自韓國國立漢城大學（現首爾大學）機械設計系，1985年修畢該校機械設計碩士學位。赴美國喬治亞理工學院留學後，於1991年獲得該校機械工程博士學位。

## 經歷
李殷鎬於1994年10月至2000年9月進入技術標準院（現國家技術標準院）任職，任自動化技術課、標準計畫課擔任工業研究官。2000年9月至2005年1月間，昇任該院國際標準課課長。2005年1月至2006年2月，至產業資源部接掌電子商務交易課課長一職。2006年2月，李殷鎬轉調至外交通商部（現外交部），外派駐越南大使館任一等秘書，2009年2月結束駐越任期後，返韓回鍋技術標準院，截至2012年10月止，歷任該院標準計畫課課長、適性政策課課長及適性評價課課長等數項主管職務。
2012年11月，李殷鎬改調至總統室產業秘書官室，擔任資深行政官。2013年3月離任後，於4月改任產業通商資源部東北亞通商課課長至2014年7月止。該年8月，李氏再度借調外交通商部，擔任駐阿拉伯聯合大公國大使館公使銜參事，2018年8月駐阿任期屆滿返韓。其後又調返產業通商資源部，2019年3月至2020年3月間任浦項地熱發展調查支援團團長，至2020年4月前尚擔任產業部能源資源室之一般職高階公務員。
2020年5月，李殷鎬就任戰略物資管理院第5任院長，接替前任院長方順子（방순자）的職務。2023年，因應駐台北韓國代表部代表鄭炳元駐台屆滿並改派瑞典，韓國政府起用李氏為接任人選，成為首位產業貿易界出身的韓國駐台代表。

## 著作
- 2012年：《論支配世界的標準》2012年韓國標準協會媒體（朝鲜语：한국표준협회）出版[2]
- 2022年：《改變歷史的技術與戰略物資：歷史與事例分析》2022年栗谷出版社出版[6]